# Proyecto de protectorado francés en Ecuador

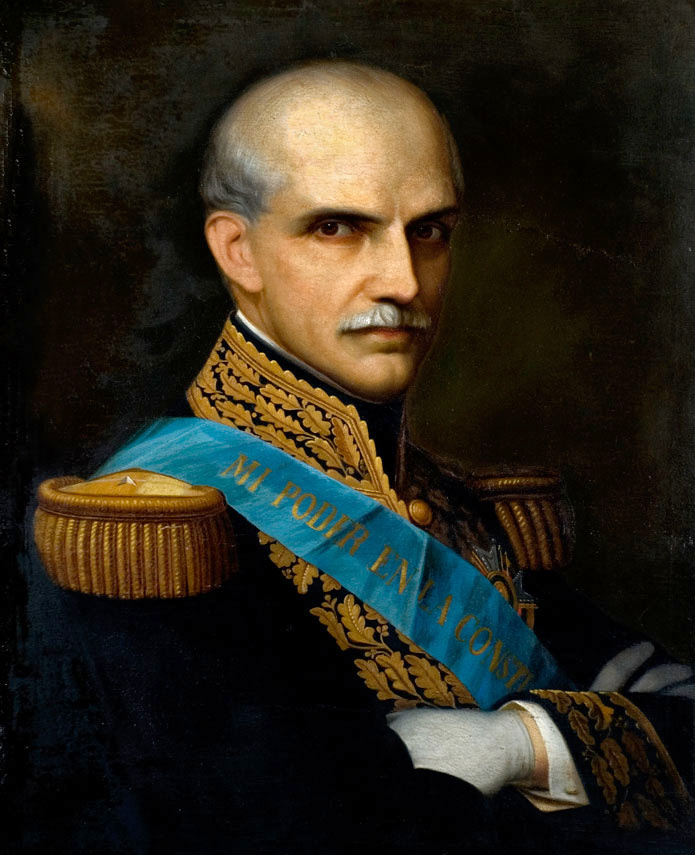
Gabriel García Moreno, presidente de Ecuador.

El proyecto de protectorado francés en Ecuador fue una tentativa de protectorado y posible instauración monárquica francesa en la República del Ecuador. La propuesta fue presentada por primera vez en 1859 por el entonces presidente, Gabriel García Moreno, al ministro del emperador Napoléon III acreditado en Quito.

## Antecedentes
La idea de instaurar una monarquía en territorio americano o proyectar un protectorado se remonta a los primeros años de independencia. Entre algunos que apoyaron una de estas ideas son: 
José de San Martín es conocido por su lucha en la independencia de Argentina (que en aquel entonces también abarcaba a Uruguay), Chile y Perú. Para esta última en específico, el general argentino propuso una monarquía constitucional.
Simón Bolívar, a quien se le atribuye el título de Libertador por liberar a Colombia, Venezuela, Panamá, Ecuador, Perú y Bolivia de la corona española, recomendó a las nacientes repúblicas americanas un sistema monárquico constitucional. Para la Gran Colombia sugirió la protección de Inglaterra o de los Estados Unidos. Estas ideas las declaró en conversaciones privadas.
Juan José Flores, primer presidente del Ecuador, organizó una expedición militar internacional en 1846 para exigir el cumplimiento del Convenio de La Virginia y establecer, a decir de la oposición floreana de la época, el Reino del Ecuador que se instauraría en favor del hijo de María Cristina de Borbón-Dos Sicilias y de su esposo Agustín Fernando Muñoz, duque de Riansares. Se debe mencionar que el supuesto intento de imponer un reinado no ha sido comprobado y el mismo Flores lo negó.
José María Urbina y Viteri, presidente constitucional del Ecuador entre 1852 y 1856 junto a su sucesor Francisco Robles, presidente constitucional del Ecuador entre 1856 y 1859, intentaron negociar un tratado de concesiones guaneras con los Estados Unidos en las Islas Galápagos.Mediante este convenio supuestamente Urbina alcanzaba un protectorado estadounidense, el cual abarcaba las islas antes mencionadas y los puertos de la costa ecuatoriana.
Muchos países latinoamericanos se caracterizaron por su admiración a la cultura de Francia y era algo común por parte de las clases altas enviar a sus hijos a estudiar a París. El afrancesamiento por parte de varios gobiernos de aquel entonces fue detectado por el ministro de los Estados Unidos, Friedrich Hassaurek, quien constataba la influencia francesa en territorios sudamericanos. Gabriel García Moreno no fue ajeno a estas concepciones y pretendió la ayuda de Francia mediante un protectorado para el Ecuador, que se encontraba en plena guerra con el Perú y en crisis económica, civil y política, sin que pierda su independencia y soberanía y sólo en el caso de que el protectorado sea aceptado por el pueblo mediante una consulta popular. García Moreno admiraba el nuevo orden político impuesto en Francia tras la revolución de 1848, con el consiguiente apogeo económico y de prestigio que ganó ese país de la mano del emperador Napoleón III, convirtiéndose en la nación más poderosa de la época. El presidente ecuatoriano se convenció de que su país podría seguir un camino similar en medio de la desalentadora crisis que vivía.
Las intenciones de consolidar algún protectorado continuaron durante el resto del siglo XIX por parte de otros políticos de diferentes naciones americanas. Así tenemos los casos del colombiano Florentino González, quien propuso un protectorado en un congreso de Bogotá y la de Gómez Sánchez, ministro peruano, proclamando se siguiera el ejemplo de González y se estableciese un protectorado de uno o de varios imperios europeos en el Perú debido al conflicto hispano-peruana de 1863.

## Proyecto

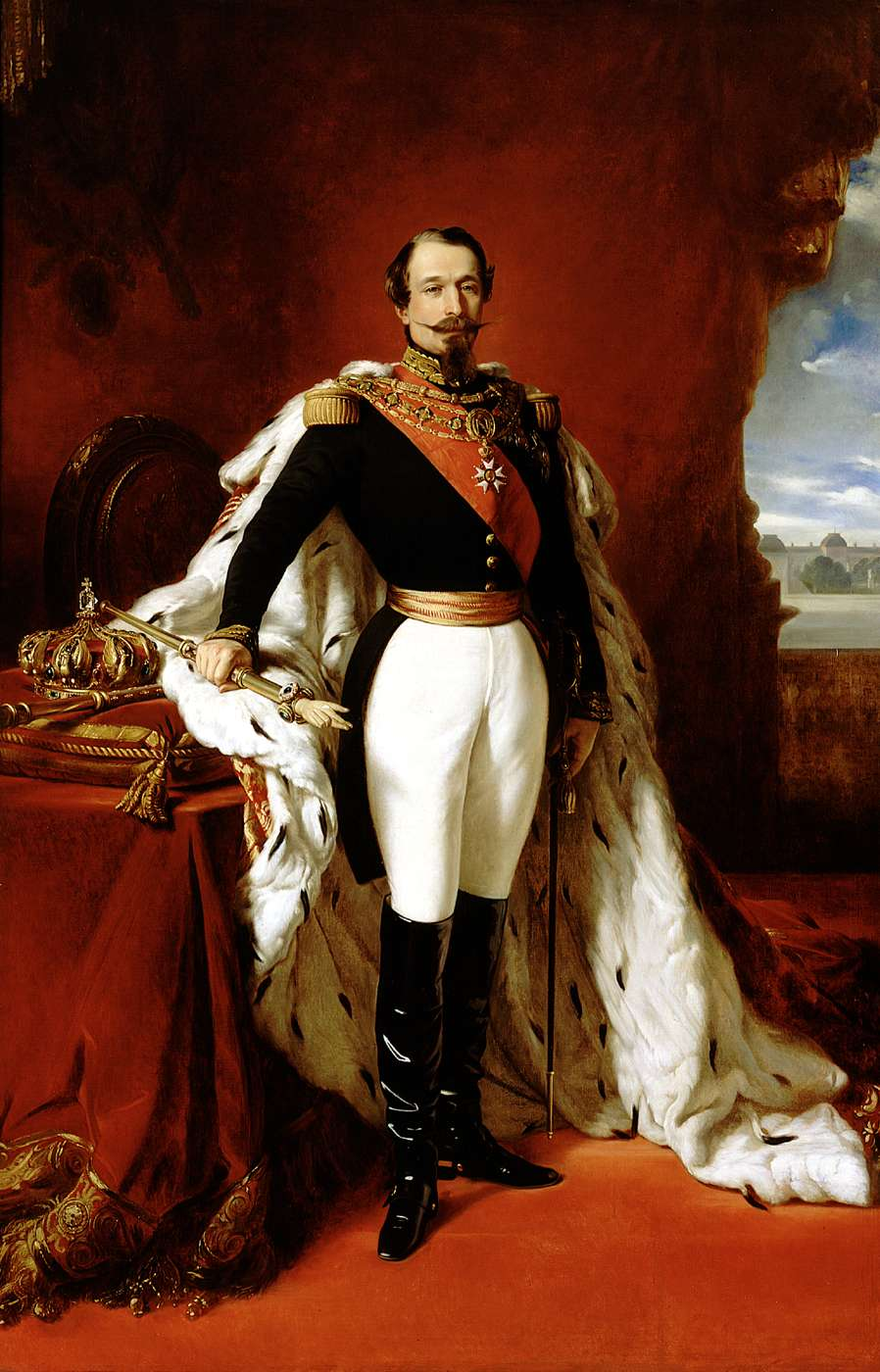
Napoleón III, emperador de Francia.

A finales de 1859, García Moreno desarrolló un proyecto de intervención europea en el país por medio de la propuesta de un protectorado del Segundo imperio francés, que eventualmente podría abarcar otros países vecinos y convertirse en una monarquía andina que respondería a los intereses de la nación gala. El pedido se hizo por medio de tres cartas a Emilie Trinité, encargado de negocios de Francia con sede en Guayaquil, y en ellas se solicitaba una asociación con el imperio dirigido por Napoleón III, similar a la que tenían Canadá con el Reino Unido en aquella época.
Historiadores como Manuel Galvez, Luis Robalino Dávila y Jorge Salvador Lara concuerdan en que fue una medida desesperada por parte de García Moreno al sentir la impotencia de no poder hacer nada mientras el Ecuador se resquebrajaba ante la división política interna, la invasión peruana y la tentativa de repartirse el territorio ecuatoriano por parte de Ramón Castilla y Tomás Cipriano de Mosquera.
El representante de Inglaterra en Ecuador de la época manifestó a su gobierno que García Moreno deseaba un protectorado francés condicionado, es decir, siempre y cuando se de un ataque por parte del Perú. Peter Henderson manifiesta que la idea de un protectorado fue visto tan solo como un remedio provisional para proteger al Ecuador.
Las cartas nunca llegaron a París, pues Trinité murió en el puerto ecuatoriano antes de reenviarlas a su Gobierno, aunque García Moreno no lo supo de inmediato. Los documentos fueron sustraídos de los archivos de la legación francesa en Guayaquil por el cónsul Lapierre, quien los entregó a Guillermo Franco, que a su vez se los transmitió a Ramón Castilla. Las cartas fueron publicadas por la prensa peruana en el mes de abril de 1861, desatando un gran escándalo nacional que tuvo mayor difusión cuando el diario El Comercio de Lima reveló también el contenido de dicha correspondencia.
A inicios de junio del mismo año llegó al país el nuevo encargado francés, Aimé Fabre, que debió presentar sus credenciales ante el presidente García Moreno a mediados de junio de 1861, en la ciudad de Quito. En la reunión mantenida después del acto protocolar, se abordó nuevamente el tema del protectorado, pero ahora se trataba de un proyecto más amplio ya que el país no se encontraba en la precaria situación de 1859, sino que constituía un país sólidamente unido y con un solo mandatario. El francés manifestó que su Gobierno desconocía totalmente de la propuesta y que apenas iniciaría los trámites para transmitírsela al Canciller
García Moreno le comunicó a Fabre la preocupación de que toda Latinoamérica, y quizá toda América (teniendo en cuenta la guerra de secesión estadounidense), se encontraba en peligro, y que solo una fuerte potencia europea podría detener esa tendencia asentando una estabilidad política; por lo que Francia debía intervenir en la región, convirtiendo al Ecuador en su base para desde allí extender su influencia.

### Informe al Emperador

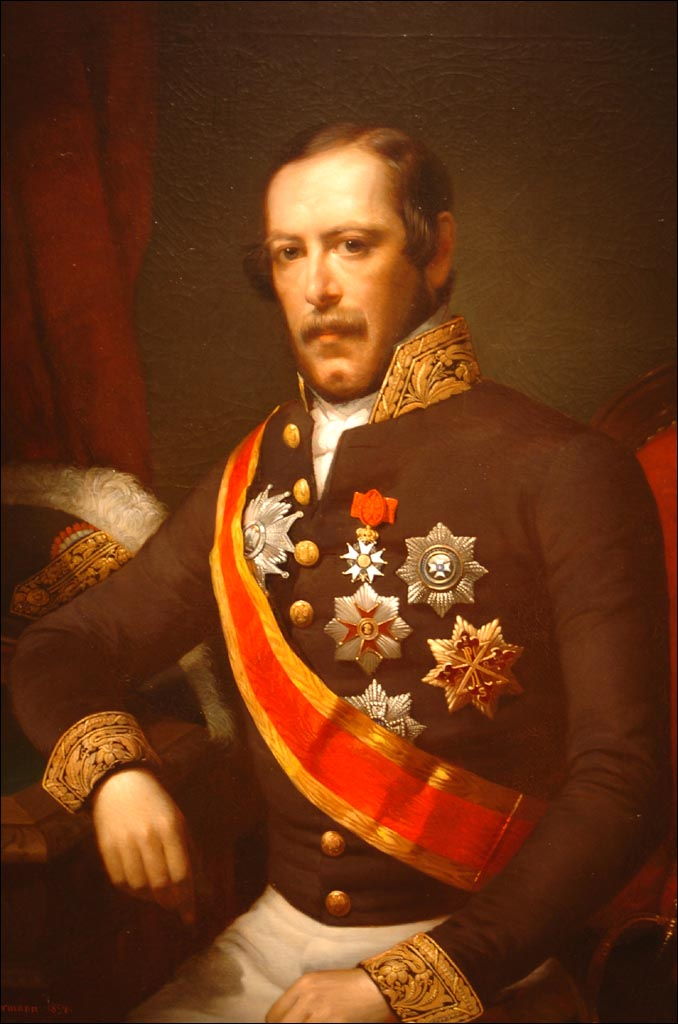
Édouard Thouvenel, canciller del imperio francés.

Rápidamente Fabre transmitió el pedido ecuatoriano a su canciller en París, Antoine Edouard Thouvenel. En "Cartas confidenciales" hizo una detallada descripción de la población, el clima y los recursos naturales y agrícolas con los que contaba el territorio ecuatoriano, explicando que si bien no representaba un punto de interés para la economía francesa, sí lo era para la estrategia militar y política del Imperio. Delineó los pasos requeridos para establecer el protectorado mediante una consulta a los ciudadanos, y para evitar la intromisión peruana calculaba que se necesitarían dos mil soldados y cañones. Advirtió, además, que Gran Bretaña podría ser un serio obstáculo debido a sus intereses comerciales en la región.
En septiembre de 1861, y frente a la gran cantidad de información que había sido suministrada por Fabre, el canciller Thouvenel entregó al emperador Napoleón III el "Informe al Emperador". En el documento señalaba que, de ser aceptada la propuesta, el Gobierno ecuatoriano convocaría a una Convención Nacional en la que se votaría con entusiasmo por el proyecto de unión con Francia. El canciller destacó además que la isla Puná, ubicada en el golfo de Guayaquil, se convertiría en un excelente punto de escala y abastecimiento para la escuadra francesa de guerra y comercio en el océano Pacífico. Advirtió sin embargo, que muy probablemente el presidente peruano Ramón Castilla trataría de intervenir, suministrando armas y dinero a todos aquellos que quisieran combatir el proyecto.
El 2 de diciembre, Thouvenel escribe a Fabré que «si García Moreno se obstinara, y sus conciudadanos compartieran su punto de vista, tales circunstancias podrían crear una situación tan favorable que el Emperador no podría rechazar el examen del proyecto, con el fin de encontrar una solución que cumpliera con los intereses de Francia, a lo mejor».

### Carta de Antonio Flores Jijón

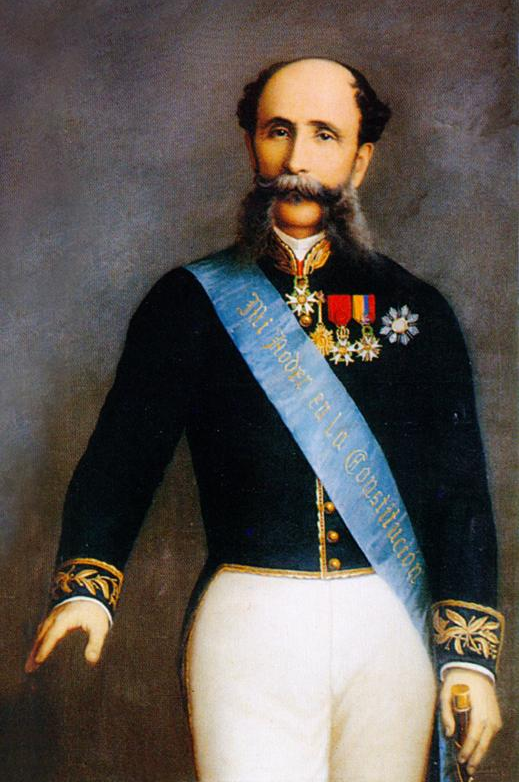
Antonio Flores Jijón.

En tanto, García Moreno nombra como ministro de negocios en Francia a Antonio Flores Jijón, quien a nombre del Gobierno ecuatoriano propuso un plan que comprendía la cesión de las islas Galápagos al imperio francés, así como de las tierras situadas a orillas del Amazonas y que pertenecían a Ecuador. Flores Jijón también habló del compromiso ecuatoriano de adoptar todos los medios para el establecimiento de una monarquía de ser necesario.
La carta enviada por Flores Jijón señalaba, entre otros puntos, que:
- El protectorado debía garantizar que Ecuador continuara con sus leyes, nacionalidad y soberanía.
- El imperio francés debería enviar al buque Dugay Fronin o cualquier otro barco de guerra para defender el puerto de Guayaquil, y así evitar que el Perú interfiera con la decisión soberana de Ecuador.
- El Gobierno ecuatoriano dejaría a consideración del Emperador la solución de los problemas limítrofes con el Perú.
- Se cedería a Francia el archipiélago de Galápagos para que se establezca allí un apostadero para su estación naval del Pacífico. Lo mismo con las tierras baldías en la Amazonía.
- El Gobierno ecuatoriano emplearía todos los medios honrosos para la formación de una monarquía que se extienda al Perú y otros países que deseen gozar de los beneficios de la alianza con Francia. La nación llevaría por nombre Reino Unido de los Andes, y estaría dirigida por un príncipe católico designado por Napoleón III.

## Reacción peruana

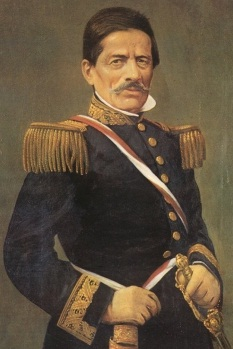
Ramón Castilla, presidente de Perú.

En Lima, el presidente peruano Ramón Castilla se encontraba al tanto de la situación, La Asamblea Nacional de Ecuador, presidida por el expresidente Juan José Flores, había declarado nulo el Tratado de Mapasingue por su parte. Dicho tratado, firmado en la ciudad de Guayaquil el 25 de enero de 1860, reconocía la validez de la Real Cédula de 1802, que reincorporaba la Comandancia General de Maynas al Virreinato del Perú, y por tanto al territorio de la ya independiente nación peruana.
La búsqueda de un protectorado francés, que llevaba a cabo el Gobierno ecuatoriano, terminó de enfurecer a Castilla; dando como resultado dos comunicaciones enviadas el 24 de agosto de 1861:
- La primera, una nota dirigida al canciller ecuatoriano Rafael Carvajal, en donde el canciller peruano José Fabio Melgar le reprochaba los intentos de convertir al Ecuador en un protectorado francés, exigiendo prontas explicaciones.
- La segunda, una circular dirigida a los cancilleres de todos los gobiernos latinoamericanos, en al que Melgar informó que había enviado a Ecuador una «franca interpelación» (cuya copia anexaba) por lo que consideraba una «traición a la América y un ataque directo al Perú»; pues consideraba que era obvio que Francia, al integrar al Ecuador como colonia, pretendería ejercer su dominio sobre todo el territorio con los límites fronterizos que el Ecuador reclamaba como suyos. Melgar culminó su circular solicitando el apoyo de todos los gobiernos hispanoamericanos para defender la independencia ecuatoriana.

El historiador Cevallos García por su parte dice: "dos cartas dirigió (García Moreno) a M. Trinité, delegado del gobierno francés en Quito, cartas que al ser infidentemente publicadas, provocaron un atroz escándalo entre quienes hacían lo mismo, habían hecho lo propio o estaban dispuestos a hacer algo peor", refiriéndose a Castilla, Urbina y Franco.

## Declinación de la propuesta

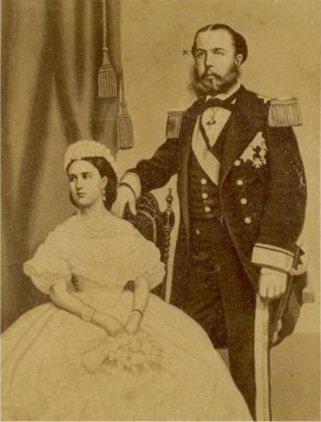
Maximiliano y Carlota, emperadores de México.

Inicialmente Napoleón III, aunque no estaba del todo renuente al plan, dudó en adoptar el proyecto planteado por García Moreno dado que su escuadra en el Pacífico no era lo suficientemente fuerte para enfrentar un adversario como, por ejemplo, Gran Bretaña. En febrero de 1862, una razón mucho más poderosa pesó sobre su decisión: Francia había iniciado su intervención armada en México, empresa que absorbió todo su interés y culminó con la proclamación del Segundo imperio mexicano, con el archiduque Maximiliano de Habsburgo y su esposa Carlota de Bélgica como emperadores.
Antes de que Fabre pudiera recopilar toda la información adicional que el canciller Thouvenel le había solicitado, llegó la orden del emperador francés de rehusar el ofrecimiento en términos evasivos y diplomáticos. El fracaso de la iniciativa garciana, así como del régimen de Maximiliano I de México, terminaron de enterrar para siempre todo pensamiento serio de restauración monárquica en el continente americano.